# НИИ полимеров
Научно-исследовательский институт химии и технологии полимеров имени академика В. А. Каргина с опытным заводом — российское научно-исследовательское и производственное предприятие в области технологии полимеров.

## История
Основан в 1949 году как лаборатория московского ГосНИИОХТ, начальником лаборатории был назначен Рафаил Яковлевич Хвиливицкий. В 1964 году реорганизован в самостоятельный институт, первым директором которого стал Сергей Алексеевич Аржаков. С 1980 по 2007 год генеральным директором института был Валентин Васильевич Гузеев. С 2008 года НИИ полимеров возглавляет Вадим Павлович Луконин.
Со дня основания институт проводит разработку технологий получения органических стекол на основе полиметилметакрилата для авиации и других областей применения.
С 1951 года проводит разработку технологий получения суспензионного, эмульсионного и микросуспензионного поливинилхлорида, сополимеров винилхлорида с винилацетатом.
В 1960 году опытное производство института было преобразовано в опытный завод, который в настоящее время является современной производственной площадкой для получения уникальных продуктов малотоннажной химии.
В 1960—1990-е годы в институте разрабатывались технологии получения олигоэфиракрилатов для изготовления лакокрасочных материалов, стеклопластиков и специальных материалов оборонного назначения.
С середины 1960-х годов в институте начаты работы по созданию рецептур и технологий получения отечественных поливинилхлоридных кабельных пластикатов. В 1980-х годах НИИ полимеров продал лицензии на созданные технологии получения кабельных пластикатов в Японию и Болгарию.
С конца 1960-х годов в институте проводятся разработки в области создания материалов медицинского назначения.
С начала 1970-х годов проводятся разработки отечественных клеев и герметиков на основе акриловых соединений, а также пластизолей на основе поливинилхлорида (в первую очередь для обеспечения производства АвтоВАЗ и др. автозаводов).
В 1994 году НИИ полимеров заключило контракт на проведение научно-исследовательских работ для американской фирмы H. B. Fuller. В дальнейшем проводились научные исследования для Samsung, PPG и Solvay.
В 2004 году институт включен в перечень стратегических предприятий.
В 2009 году НИИ полимеров сертифицирован по системе международного стандарта ISO 9001.